# 코파 델 레이 1988-89
코파 델 레이 1988-89(스페인어: Copa del Rey de Fútbol 1988-89)은 스페인의 연간 축구 컵대회인 코파 델 레이의 85번째 시즌이다. 이 대회에 스페인 축구 리그에 소속된 총 119개의 구단이 참가했다. 이 대회는 1988년 8월 31일에 시작되어 1989년 6월 30일에 마드리드의 비센테 칼데론에서 열린 결승전으로 막을 내렸다. 레알 마드리드는 결승전에서 바야돌리드를 1-0으로 이기고 7년 만이자 통산 16번째 우승을 거두었다. 레알 마드리드는 같은 시즌에 리그도 석권하면서 통산 4번째 2관왕을 달성하였다. 그에 따라 이미 유러피언컵 진출권을 손에 넣은 레알 마드리드 대신에, 이 시즌 준우승을 거둔 바야돌리드가 컵 위너스 컵 진출권을 획득했다.

## 1라운드
1차전은 1988년 8월 31일에, 2차전은 1988년 9월 15일에 진행되었다.
| 팀 1                         | 합계         | 팀 2                  | 1차전 | 2차전 |
| ---------------------------- | ------------ | --------------------- | ----- | ----- |
| 올림피크 하티바              | 1–3          | 알코야노              | 1–1   | 0–2   |
| 메스타야                     | 0–1          | 간디아                | 0–0   | 0–1   |
| 쿨투랄 레오네사              | 2–4          | 루고                  | 2–1   | 0–3   |
| 오우렌세                     | 2–1          | 폰테베드라            | 0–1   | 2–0   |
| 바스코니아                   | 3–4          | 레모나                | 1–1   | 2–3   |
| 다이미엘                     | 1–3          | 코르도바              | 1–1   | 0–2   |
| 베르간티뇨스                 | 1–2          | 엔데사 아스 폰테스    | 1–1   | 0–1   |
| 테루엘                       | 1–2          | 레반테                | 1–1   | 0–1   |
| 텔데                         | 0–5          | 테네리페              | 0–0   | 0–5   |
| 랑그레오                     | 3–1          | 카우달 데포르티보     | 2–1   | 1–0   |
| 바르셀로나 아피시오나도스    | 3–4          | 안도라                | 2–3   | 1–1   |
| 레알 아빌라                  | 2–2 (승)     | 카세레뇨              | 0–0   | 2–2   |
| 시에사                       | 1–2          | 엘덴세                | 1–1   | 0–1   |
| 멜리야                       | 5–0          | 론다                  | 5–0   | 0–0   |
| 몰례루사                     | 5–3          | 짐나스틱              | 3–0   | 2–3   |
| 베티스 데포르티보            | 2–0          | 세비야 아틀레티코     | 1–0   | 1–0   |
| 주피테르                     | 0–4          | 로스피탈레트          | 0–1   | 0–3   |
| 라레도                       | 1–5          | 라싱 산탄데르         | 0–0   | 1–5   |
| 에이바르                     | 3–0          | 오사수나 프로메사스   | 2–0   | 1–0   |
| 알바세테                     | 1–3          | 엘체                  | 0–1   | 1–2   |
| 세우타                       | 3–1          | 리넨세                | 2–1   | 1–0   |
| 리나레스                     | 2–3          | 그라나다              | 1–1   | 1–2   |
| 프라가                       | 1–2          | 례이다                | 0–0   | 1–2   |
| 비야레알                     | 2–3          | 카스테욘              | 1–1   | 1–2   |
| 알시라                       | 3–5          | 스포르팅 마오네스     | 2–1   | 1–4   |
| 폴리데포르티보 알메리아      | 3–4          | 로르카 데포르티바     | 2–1   | 1–3   |
| 베니도름                     | 2–5          | 에르쿨레스            | 2–1   | 0–4   |
| 콘스탄시아                   | 1–3          | 칼라 미요르           | 0–0   | 1–3   |
| 폰페라디나                   | 1–3          | 살라망카              | 0–1   | 1–2   |
| 바다호스                     | 0–6          | 레크레아티보          | 0–0   | 0–6   |
| 지로나                       | 1–11         | 피게레스              | 1–6   | 0–5   |
| 아르네도                     | 3–6          | 산 세바스티안         | 1–2   | 2–4   |
| 레알 아빌레스                | 1–3          | 오비에도              | 1–2   | 0–1   |
| 포블렌세                     | 2–4          | 아틀레티코 발레아레스 | 0–1   | 2–3   |
| 마르베야                     | 1–4          | 말라가                | 1–1   | 0–3   |
| 플라센시아                   | 2–4          | 카스티야              | 2–4   | 0–0   |
| 아렌테이로                   | 2–5          | 데포르티보            | 2–1   | 0–4   |
| 라스 팔마스 아틀레티코       | 0–3          | 마스팔로마스          | 0–1   | 0–2   |
| 라요 칸타브리아              | 0–0 (승)     | 힘나스티카 토렐라베가 | 0–0   | 0–0   |
| 아틀레티코 마드릴레뇨        | 2–2 (3–2 승) | 라요 바예카노         | 1–0   | 1–2   |
| 헤타페                       | 1–1 (승)     | 레가네스              | 0–1   | 1–0   |
| 산 세바스티안 데 로스 레예스 | 1–5          | 알칼라                | 1–1   | 0–4   |
| 콩켄세                       | 1–4          | 팔라                  | 1–1   | 0–3   |
| 아틀레티코 산루케뇨          | 0–2          | 헤레스                | 0–0   | 0–2   |
| 데포르티보 아라곤            | 3–5          | 레알 부르고스         | 0–1   | 3–4   |
| 테라사                       | 1–2          | 바르셀로나 아틀레틱   | 1–1   | 0–1   |
| 미란데스                     | 2–1          | 엔데사 안도라         | 2–0   | 0–1   |
| 두랑고                       | 1–3          | 세스타오              | 0–2   | 1–1   |
| 랄린                         | 3–4          | 아로사                | 2–3   | 1–1   |

- 카르타헤나는 부전승으로 다음 라운드에 진출했다.

## 2라운드
1차전은 1988년 9월 28일에, 2차전은 1988년 10월 19일에 진행되었다.
| 팀 1                  | 합계         | 팀 2                  | 1차전 | 2차전 |
| --------------------- | ------------ | --------------------- | ----- | ----- |
| 베티스 데포르티보     | 1–7          | 레크레아티보          | 1–1   | 0–6   |
| 엔데사 아스 폰테스    | 1–3          | 데포르티보            | 1–1   | 0–2   |
| 레모나                | 1–4          | 세스타오              | 0–1   | 1–3   |
| 랑그레오              | 0–8          | 오비에도              | 0–4   | 0–4   |
| 로스피탈레트          | 1–2          | 바르셀로나 아틀레틱   | 1–1   | 0–1   |
| 안도라                | 3–5          | 피게레스              | 0–3   | 3–2   |
| 오우렌세              | 2–3          | 아로사                | 2–1   | 0–2   |
| 코르도바              | 5–2          | 그라나다              | 3–1   | 2–1   |
| 간디아                | 2–3          | 스포르팅 마오네스     | 1–1   | 1–2   |
| 로르카 데포르티바     | 0–2          | 카르타헤나            | 0–1   | 0–1   |
| 레알 아빌라           | 4–2          | 카스티야              | 4–2   | 0–0   |
| 알칼라                | 4–2          | 아틀레티코 마드릴레뇨 | 1–0   | 3–2   |
| 팔라                  | 0–2          | 레가네스              | 0–0   | 0–2   |
| 산 세바스티안         | 3–1          | 에이바르              | 1–0   | 2–1   |
| 몰례루사              | 1–3          | 례이다                | 1–3   | 0–0   |
| 레반테                | 4–7          | 카스테욘              | 2–1   | 2–6   |
| 알코야노              | 1–3          | 에르쿨레스            | 1–1   | 0–2   |
| 엘덴세                | 2–2 (3–5 승) | 엘체                  | 1–1   | 1–1   |
| 멜리야                | 3–4          | 말라가                | 2–3   | 1–1   |
| 마스팔로마스          | 2–3          | 테네리페              | 2–2   | 0–1   |
| 칼라 미요르           | 0–4          | 아틀레티코 발레아레스 | 0–1   | 0–3   |
| 세우타                | 1–3          | 헤레스                | 1–1   | 0–2   |
| 루고                  | 3–2          | 살라망카              | 2–0   | 1–2   |
| 힘나스티카 토렐라베가 | 0–6          | 라싱 산탄데르         | 0–1   | 0–5   |
| 미란데스              | 2–7          | 레알 부르고스         | 1–2   | 1–5   |

- 사바델은 부전승으로 다음 라운드에 진출했다.

## 3라운드
1차전은 1988년 11월 2일에, 2차전은 1988년 12월 8일에 진행되었다.
| 팀 1                  | 합계 | 팀 2          | 1차전 | 2차전 |
| --------------------- | ---- | ------------- | ----- | ----- |
| 알칼라                | 1–2  | 카르타헤나    | 1–0   | 0–2   |
| 아로사                | 3–0  | 에르쿨레스    | 1–0   | 2–0   |
| 아틀레티코 발레아레스 | 0–4  | 레크레아티보  | 0–1   | 0–3   |
| 레알 아빌라           | 2–4  | 엘체          | 1–1   | 1–3   |
| 바르셀로나 아틀레틱   | 2–3  | 라싱 산탄데르 | 1–2   | 1–1   |
| 코르도바              | 1–2  | 헤레스        | 0–2   | 1–0   |
| 피게레스              | 2–4  | 례이다        | 1–2   | 1–2   |
| 레가네스              | 1–7  | 말라가        | 1–1   | 0–6   |
| 루고                  | 2–3  | 세스타오      | 1–2   | 1–1   |
| 사바델                | 4–2  | 오비에도      | 2–0   | 2–2   |
| 산 세바스티안         | 6–7  | 데포르티보    | 3–1   | 3–6   |
| 스포르팅 마오네스     | 3–5  | 레알 부르고스 | 3–1   | 0–4   |
| 테네리페              | 3–2  | 카스테욘      | 2–0   | 1–2   |

- 라스 팔마스와 마요르카는 부전승으로 다음 라운드에 진출했다.

## 32강전
1차전은 1989년 1월 25일에, 2차전은 1989년 2월 1일에 진행되었다.
| 팀 1                | 합계 | 팀 2            | 1차전 | 2차전 |
| ------------------- | ---- | --------------- | ----- | ----- |
| 아로사              | 0–2  | 레알 소시에다드 | 0–1   | 0–1   |
| 아틀레티코 마드리드 | 3–0  | 라스 팔마스     | 1–0   | 2–0   |
| 베티스              | 5–1  | 로그로녜스      | 5–1   | 0–0   |
| 레알 부르고스       | 1–3  | 마요르카        | 1–1   | 0–2   |
| 카르타헤나          | 0–7  | 바르셀로나      | 0–3   | 0–4   |
| 데포르티보          | 3–2  | 사바델          | 3–1   | 0–1   |
| 엘체                | 2–3  | 레알 마드리드   | 1–2   | 1–1   |
| 헤레스              | 3–6  | 셀타 비고       | 2–2   | 1–4   |
| 례이다              | 3–5  | 카디스          | 1–3   | 2–2   |
| 말라가              | 0–1  | 에스파뇰        | 0–0   | 0–1   |
| 오사수나            | 2–1  | 세비야          | 1–0   | 1–1   |
| 라싱 산탄데르       | 3–2  | 발렌시아        | 0–0   | 3–2   |
| 레크레아티보        | 5–4  | 무르시아        | 3–1   | 2–3   |
| 세스타오            | 0–1  | 아틀레틱 빌바오 | 0–0   | 0–1   |
| 테네리페            | 3–6  | 스포르팅 히혼   | 2–1   | 1–5   |
| 사라고사            | 1–2  | 바야돌리드      | 0–1   | 1–1   |

## 16강전
1차전은 1989년 2월 16일에, 2차전은 1989년 2월 22일에 진행되었다.
| 팀 1            | 합계         | 팀 2                | 1차전 | 2차전 |
| --------------- | ------------ | ------------------- | ----- | ----- |
| 아틀레틱 빌바오 | 2–4          | 바야돌리드          | 1–1   | 1–3   |
| 카디스          | 2–2 (4–2 승) | 베티스              | 0–0   | 2–2   |
| 셀타 비고       | 1–1 (4–3 승) | 오사수나            | 1–0   | 0–1   |
| 데포르티보      | 1–1 (3–1 승) | 레알 소시에다드     | 0–0   | 1–1   |
| 에스파뇰        | 0–3          | 아틀레티코 마드리드 | 0–0   | 0–3   |
| 라싱 산탄데르   | 2–4          | 바르셀로나          | 0–1   | 2–3   |
| 레크레아티보    | 0–0 (3–5 승) | 마요르카            | 0–0   | 0–0   |
| 스포르팅 히혼   | 7–10         | 레알 마드리드       | 5–5   | 2–5   |

### 1차전
| 1989년 2월 16일 | 아틀레틱 빌바오 | 1–1               | 바야돌리드   | 빌바오                                                           |  |  |
|                 | 페레이라 52′    | 리포트 (스페인어) | 알베르토 29′ | 경기장: 산 마메스 관중 수: 35,000 심판: 산체스 모레노 (마드리드) |  |  |
|                 |                 |                   |              |                                                                  |  |  |

| 1989년 2월 16일 | 카디스 | 0–0               | 베티스 | 카디스                                                                            |  |  |
|                 |        | 리포트 (스페인어) |        | 경기장: 라몬 데 카란사 관중 수: 8,000 심판: 에밀리오 소리아노 알라드렌 (마드리드) |  |  |
|                 |        |                   |        |                                                                                   |  |  |

| 1989년 2월 16일 | 레크레아티보 | 0–0               | 마요르카 | 우엘바                                                                      |  |  |
|                 |              | 리포트 (스페인어) |          | 경기장: 콜롬비노 관중 수: 10,000 심판: 루비오 발디비에소 (카스티야 이 레온) |  |  |
|                 |              |                   |          |                                                                             |  |  |

| 1989년 2월 16일 | 셀타 비고    | 1–0               | 오사수나 | 비고                                                                      |  |  |
|                 | 삼브라노 24′ | 리포트 (스페인어) |          | 경기장: 발라이도스 관중 수: 20,000 심판: 칼보 코르도바 (카스티야 이 레온) |  |  |
|                 |              |                   |          |                                                                           |  |  |

| 1989년 2월 16일 | 데포르티보 | 0–0               | 레알 소시에다드 | 라 코루냐                                                   |  |  |
|                 |            | 리포트 (스페인어) |                 | 경기장: 리아소르 관중 수: 15,000 심판: 페스 페레스 (아라곤) |  |  |
|                 |            |                   |                 |                                                             |  |  |

| 1989년 2월 16일 | 에스파뇰 | 0–0               | 아틀레티코 마드리드 | 바르셀로나                                                          |  |  |
|                 |          | 리포트 (스페인어) |                     | 경기장: 사리아 관중 수: 15,000 심판: 우리사르 아스피타르테 (바스크) |  |  |
|                 |          |                   |                     |                                                                     |  |  |

| 1989년 2월 16일 | 라싱 산탄데르 | 0–1               | 바르셀로나 | 산탄데르                                                               |  |  |
|                 |               | 리포트 (스페인어) | 리네커 34′ | 경기장: 엘 사르디네로 관중 수: 15,000 심판: 우리오 벨라스케스 (바스크) |  |  |
|                 |               |                   |            |                                                                        |  |  |

| 1989년 2월 16일 | 스포르팅 히혼                                                           | 5–5               | 레알 마드리드                                          | 히혼                                                                   |  |  |
|                 | 호아킨 20′ (페널티) 44′ (페널티) · 펠리페 74′ · 나르시소 76′ · 비야 80′ | 리포트 (스페인어) | 에스테반 6′ · 로사다 8′, 57′ · 슈스터 65′ · 산치스 72′ | 경기장: 엘 몰리논 관중 수: 15,000 심판: 산체스 아르미니오 (칸타브리아) |  |  |
|                 |                                                                         |                   |                                                        |                                                                        |  |  |

### 2차전
| 1989년 2월 22일 | 바야돌리드                                | 3–1               | 아틀레틱 빌바오 | 바야돌리드                                                            |  |  |
|                 | 폰세카 35′ · P. 산체스 74′ · 알베르토 84′ | 리포트 (스페인어) | 멘디구렌 10′    | 경기장: 호세 소리야 관중 수: 14,000 심판: 가르시아 데 로사 (갈리시아) |  |  |
|                 |                                           |                   |                 |                                                                       |  |  |

| 1989년 2월 22일                        | 베티스                 | 2–2 (연) (2–4 승부차기)                         | 카디스        | 세비야                                                                             |  |  |
|                                        | 링콘 27′ · 이에로 107′ | 리포트 (스페인어)                               | 모라 74′, 97′ | 경기장: 베니토 비야마린 관중 수: 16,000 심판: 소리아노 알라드렌 (카스티야 이 레온) |  |  |
|                                        |                        | 승부차기                                        |               |                                                                                    |  |  |
| 로페스 우파르테 · 호브 · 이에로 · 로모 |                        | 비야 · M. 곤살레스 · 모라 · 오네시모 · 카르멜로 |               |                                                                                    |  |  |
|                                        |                        |                                                 |               |                                                                                    |  |  |

| 1989년 2월 22일                                                  | 오사수나            | 1–0 (연) (3–4 승부차기)                                                | 셀타 비고 | 비토리아 가스테이스                                                     |  |  |
|                                                                  | 로베르토 엘비라 85′ | 리포트 (스페인어)                                                      |           | 경기장: 멘디소로차 관중 수: 17,000 심판: 안두하르 올리베르 (안달루시아) |  |  |
|                                                                  |                     | 승부차기                                                               |           |                                                                         |  |  |
| 시간다 · 솔라 · 밀린코비치 · 페핀 · 부스틴고리 · 로베르토 엘비라 |                     | 아마리우두 · 훌리오 프리에토 · 카밀로 · 삼브라노 · 헤이건 · 에스피노사 |           |                                                                         |  |  |
|                                                                  |                     |                                                                        |           |                                                                         |  |  |

| 1989년 2월 22일 | 레알 소시에다드 | 1–1               | 데포르티보 | 산 세바스티안                                                     |  |  |
|                 | 사모라 75′      | 리포트 (스페인어) | 이달고 71′ | 경기장: 아토차 관중 수: 10,000 심판: 알베르트 지메네스 (카탈루냐) |  |  |
|                 |                 |                   |            |                                                                   |  |  |

| 1989년 2월 22일 | 아틀레티코 마드리드                  | 3–0               | 에스파뇰 | 산 세비사트이나                                                          |  |  |
|                 | 마놀로 15′ · 마리나 58′ · 토마스 89′ | 리포트 (스페인어) |          | 경기장: 비센테 칼데론 관중 수: 10,000 심판: 알베르트 지메네스 (카탈루냐) |  |  |
|                 |                                      |                   |          |                                                                          |  |  |

| 1989년 2월 22일 | 바르셀로나                                 | 3–2               | 라싱 산탄데르   | 바르셀로나                                                     |  |  |
|                 | 카라스코 34′ · 발베르데 48′ · 로베르토 77′ | 리포트 (스페인어) | 훌리안 14′, 82′ | 경기장: 캄 노우 관중 수: 30,000 심판: 타보아다 소토 (갈리시아) |  |  |
|                 |                                            |                   |                 |                                                                |  |  |

| 1989년 2월 22일 | 마요르카 | 0–0               | 레크레아티보 | 팔마 데 마요르카                                                         |  |  |
|                 |          | 리포트 (스페인어) |              | 경기장: 류이스 시트하르 관중 수: 6,000 심판: 페레스 가예고 (발렌시아 주) |  |  |
|                 |          |                   |              |                                                                          |  |  |

| 1989년 2월 22일 | 레알 마드리드                                           | 5–2               | 스포르팅 히혼                    | 마드리드                                                                            |  |  |
|                 | 슈스터 44′ · H. 산체스 55′, 66′ · 로사다 81′ · 미첼 89′ | 리포트 (스페인어) | 호아킨 38′ · 가예고 73′ (자책골) | 경기장: 산티아고 베르나베우 관중 수: 50,000 심판: 산체스 아르미니오 (칸타브리아 주) |  |  |
|                 |                                                         |                   |                                  |                                                                                     |  |  |

## 8강전
1차전은 1989년 3월 19일과 29일에; 2차전은 1989년 4월 12일, 4월 22일, 그리고 5월 11일에 진행되었다.
| 팀 1          | 합계         | 팀 2                | 1차전 | 2차전 |
| ------------- | ------------ | ------------------- | ----- | ----- |
| 바르셀로나    | 3–7          | 아틀레티코 마드리드 | 3–3   | 0–4   |
| 데포르티보    | 4–2          | 마요르카            | 4–1   | 0–1   |
| 레알 마드리드 | 4–2          | 셀타 비고           | 4–1   | 0–1   |
| 바야돌리드    | 2–2 (4–3 승) | 카디스              | 2–1   | 0–1   |

### 1차전
| 1989년 3월 19일 | 바야돌리드              | 2–1               | 카디스          | 바야돌리드                                                            |  |  |
|                 | 페냐 77′ · 알베르토 84′ | 리포트 (스페인어) | M. 곤살레스 62′ | 경기장: 호세 소리야 관중 수: 15,000 심판: 히메네스 무뇨스 데 모랄레스 |  |  |
|                 |                         |                   |                 |                                                                       |  |  |

| 1989년 3월 29일 | 바르셀로나                                           | 3–3               | 아틀레티코 마드리드               | 바르셀로나                                                       |  |  |
|                 | 훌리오 알베르토 30′ · 로베르토 53′ · J. 살리나스 86′ | 리포트 (스페인어) | 바우타사르 36′, 48′ (페널티), 66′ | 경기장: 캄 노우 관중 수: 32,000 심판: 우리오 벨라스케스 (바스크) |  |  |
|                 |                                                      |                   |                                   |                                                                  |  |  |

| 1989년 3월 29일 | 데포르티보                                                          | 4–1               | 마요르카     | 라 코루냐                                                                     |  |  |
|                 | 폰타나 25′ · 라몬 45′ (페널티) · 아스피아수 87′ · 자키 88′ (자책골) | 리포트 (스페인어) | 기예르모 71′ | 경기장: 리아소르 관중 수: 10,000 심판: 호세 마리아 가르시아-아란다 (마드리드) |  |  |
|                 |                                                                     |                   |              |                                                                               |  |  |

| 1989년 3월 29일 | 레알 마드리드                                 | 4–1               | 셀타 비고               | 마드리드                                                        |  |  |
|                 | H. 산체스 40′ (페널티), 43′ · 알다나 49′, 74′ | 리포트 (스페인어) | 아마리우두 56′ (페널티) | 경기장: 산티아고 베르나베우 관중 수: 40,000 심판: 산체스 몰리나 |  |  |
|                 |                                               |                   |                         |                                                                 |  |  |

### 2차전
| 1989년 4월 12일 | 아틀레티코 마드리드                                   | 4–0               | 바르셀로나 | 마드리드                                                               |  |  |
|                 | 도나토 6′ · 바우타사르 53′ (페널티), 69′ · 마놀로 84′ | 리포트 (스페인어) |            | 경기장: 비센테 칼데론 관중 수: 45,000 심판: 우리오 벨라스케스 (바스크) |  |  |
|                 |                                                       |                   |            |                                                                        |  |  |

| 1989년 4월 12일 | 마요르카   | 1–0               | 데포르티보 | 팔마 데 마요르카                                                                       |  |  |
|                 | 리바스 61′ | 리포트 (스페인어) |            | 경기장: 류이스 시트하르 관중 수: 12,000 심판: 에르난데스 벨라스케스 (카스티야 이 레온) |  |  |
|                 |            |                   |            |                                                                                        |  |  |

| 1989년 4월 22일                            | 카디스       | 1–0 (연) (3–4 승부차기)                      | 바야돌리드 | 카디스                                                                  |  |  |
|                                            | 코르티호 16′ | 리포트 (스페인어)                            |            | 경기장: 라몬 데 카란사 관중 수: 20,000 심판: 마소라 프레이레 (카탈루냐) |  |  |
|                                            |              | 승부차기                                     |            |                                                                         |  |  |
| 몬테로 · 코르티호 · 호세 · 비야 · 카르멜로 |              | 얀코비치 · 파트리 · 밍겔라 · 알비스 · 곤살로 |            |                                                                         |  |  |
|                                            |              |                                              |            |                                                                         |  |  |

| 1989년 5월 11일 | 셀타 비고    | 1–0               | 레알 마드리드 | 비고                                                                      |  |  |
|                 | 삼브라노 61′ | 리포트 (스페인어) |               | 경기장: 발라이도스 관중 수: 12,000 심판: 산체스 몰리나 (카스티야-라 만차) |  |  |
|                 |              |                   |               |                                                                           |  |  |

## 4강전
1차전은 1989년 6월 6일과 7일에, 2차전은 1989년 6월 14일과 21일에 진행되었다.
| 팀 1                | 합계     | 팀 2          | 1차전 | 2차전 |
| ------------------- | -------- | ------------- | ----- | ----- |
| 아틀레티코 마드리드 | 0–3      | 레알 마드리드 | 0–2   | 0–1   |
| 데포르티보          | 1–2 (연) | 바야돌리드    | 1–0   | 0–2   |

### 1차전
| 1989년 6월 6일 | 데포르티보     | 1–0               | 바야돌리드 | 라 코루냐                                                                    |  |  |
|                | 하우드네이 36′ | 리포트 (스페인어) |            | 경기장: 리아소르 관중 수: 15,000 심판: 에밀리오 소리아노 알라드렌 (마드리드) |  |  |
|                |                |                   |            |                                                                              |  |  |

| 1989년 6월 7일 | 아틀레티코 마드리드 | 0–2               | 레알 마드리드              | 마드리드                                                                     |  |  |
|                |                     | 리포트 (스페인어) | 부트라게뇨 9′ · 슈스터 28′ | 경기장: 비센테 칼데론 관중 수: 50,000 심판: 라울 가르시아 데 로사 (갈리시아) |  |  |
|                |                     |                   |                            |                                                                              |  |  |

### 2차전
| 1989년 6월 14일 | 바야돌리드             | 2–0 (연)          | 데포르티보 | 바야돌리드                                                                      |  |  |
|                 | 알비스 82′ · 페냐 106′ | 리포트 (스페인어) |            | 경기장: 호세 소리야 관중 수: 27,000 심판: 에밀리오 소리아노 알라드렌 (마드리드) |  |  |
|                 |                        |                   |            |                                                                                 |  |  |

| 1989년 6월 21일 | 레알 마드리드  | 1–0               | 아틀레티코 마드리드 | 마드리드                                                                           |  |  |
|                 | 부트라게뇨 68′ | 리포트 (스페인어) |                     | 경기장: 산티아고 베르나베우 관중 수: 55,000 심판: 라울 가르시아 데 로사 (갈리시아) |  |  |
|                 |                |                   |                     |                                                                                    |  |  |

## 결승전
| 팀 1          | 결과 | 팀 2       |
| ------------- | ---- | ---------- |
| 레알 마드리드 | 1–0  | 바야돌리드 |

| 코파 델 레이 1988-89 우승 |
| ------------------------- |
| 레알 마드리드 16번째 우승 |